# Оттон I (граф Веймара)
Оттон I Веймарский (нем. Otto I. von Weimar; ум. в начале 1067) — граф Веймара и маркграф Мейсена с 1062 года, граф Орламюнде, младший сын Вильгельма III, графа Веймара, и Оды, дочери маркграфа Саксонской Восточной марки Титмара II.

## Биография
В 1039 году после смерти отца Оттон унаследовал Орламюнде, а его старшему брату Вильгельму IV достался Веймар. В 1062 году бездетный Вильгельм скончался, и Оттон наследовал ему в Веймаре и маркграфстве Мейсен.
Хотя Оттон был сторонником архиепископа Кёльна Анно II, он поддержал Адальберта Бременского в качестве советника императора Генриха IV. Возможно, он принимал участие в походе против короля Венгрии Белы I. В 1066 году Оттон стал фогтом собора в Мерзебурге.
Отсутствие у Оттона детей мужского пола явилось предлогом для раздела его владений: графства Веймар и Орламюнде унаследовал его племянник, маркграф Истрии Ульрих I, а Мейсенскую марку император Генрих IV передал Экберту, графу Брауншвейга и маркграфу Фрисландии.

## Брак и семья
Жена: Адела Брабантская (ум. в 1083), дочь Ламберта II, графа Лувена, и Оды Лотарингской. В 1069 году вторично вышла замуж за Деди II фон Веттина, маркграфа Саксонской Восточной марки. Дети:
- Ода (ум. 1111); муж (ранее, чем с 1180): Экберт II (ок. 1059/1061 — 3 июля 1090), маркграф Мейсена
- Кунигунда (ок. 1055 — 8 июня 1140); 1-й муж с ок. 1074: Ярополк Изяславич (1043/1047 — 5 декабря 1086), князь волынский и туровский; 2-й муж: Куно Нортхеймский (ум. в 1103), граф Бейхлингена; 3-й муж с 1110: Випрехт фон Гройч (ок. 1050 — 22 мая 1124, Пегау), маркграф Мейсена
- Адельгейда (ум. 28 марта 1100); 1-й муж (ранее, чем с 1074): Адальберт II (ум. в 1076/1083), граф фон Балленштедт; 2-й муж: Герман II Лотарингский (ум. 20 сентября 1085), пфальцграф Лотарингии; 3-й муж с 1089: Генрих II фон Лаах (ум. 12 апреля 1095), пфальцграф Рейнский